# Yeclano Deportivo
Yeclano Deportivo is een Spaanse voetbalclub uit Yecla, opgericht in 2004. Ze komt sinds seizoen 2022/23 uit in de Segunda División RFEF. De ploeg kan gezien worden als de opvolger van de in 2004 failliet gegane ploeg Yeclano CF. De ploeg speelt zijn thuiswedstrijden in Estadio de La Constitución.
Op het einde van het seizoen 2019-2020 kon de ploeg zich, met een mooie vierde plaats voor de eerste keer in haar geschiedenis voor de eindronde naar het professioneel voetbal kwalificeren. Door de coronapandemie werden de rondes in één wedstrijd op neutraal terrein in en rond Marbella gespeeld.  In de eerste ronde bleek Cultural Leonesa veel te sterk tijdens een wedstrijd, die met 4-1 verloren ging.

## Overzicht
| Seizoen | Competitie            | Positie           | Resultaat                               | Beker deelname |
| ------- | --------------------- | ----------------- | --------------------------------------- | -------------- |
| 2004/05 | 1ste Regional         | Kampioen          | Stijgt                                  | Nee            |
| 2005/06 | Preferente            | 2de plaats        | Stijgt                                  | Nee            |
| 2006/07 | Tercera División      | 12de plaats       | Behoud                                  | Nee            |
| 2007/08 | Tercera División      | 12de plaats       | Behoud                                  | Nee            |
| 2008/09 | Tercera División      | 4de plaats        | Behoud                                  | Nee            |
| 2009/10 | Tercera División      | 2de plaats        | Play off, stijgt                        | Nee            |
| 2010/11 | Segunda División B    | 15de plaats       | Degradatie                              | Nee            |
| 2011/12 | Tercera División      | Kampioen          | Play off, stijgt                        | Nee            |
| 2012/13 | Segunda División B    | 20ste plaats      | Degradatie                              | 1ste Ronde     |
| 2013/14 | Tercera División      | 2de plaats        | Play off, behoud                        | Nee            |
| 2014/15 | Tercera División      | 6de plaats        | Behoud                                  | Nee            |
| 2015/16 | Tercera División      | 5de plaats        | Behoud                                  | Nee            |
| 2016/17 | Tercera División      | 5de plaats        | Behoud                                  | Nee            |
| 2017/18 | Tercera División      | Kampioen          | Play off, behoud                        | Nee            |
| 2018/19 | Tercera División      | Kampioen          | Play off, stijgt                        | 1ste Ronde     |
| 2019/20 | Segunda División B    | 4de plaats        | Play off, uitgeschakeld na eerste ronde | 2de Ronde      |
| 2020/21 | Segunda División B    | 9de en 5de plaats | Degradatie                              | Nee            |
| 2021/22 | Tercera División RFEF | Kampioen          | Promotie                                | Nee            |
| 2022/23 | Segunda División RFEF | 6de plaats        | Behoud                                  | Nee            |
| 2023/24 | Segunda Federación    | 2de plaats        | Play off, stijgt                        | Nee            |
| 2024/25 | Primera Federación    | 17de plaats       | Degradatie                              | Nee            |

Zie ook: voetbal in Spanje.